# Makovica (panství)

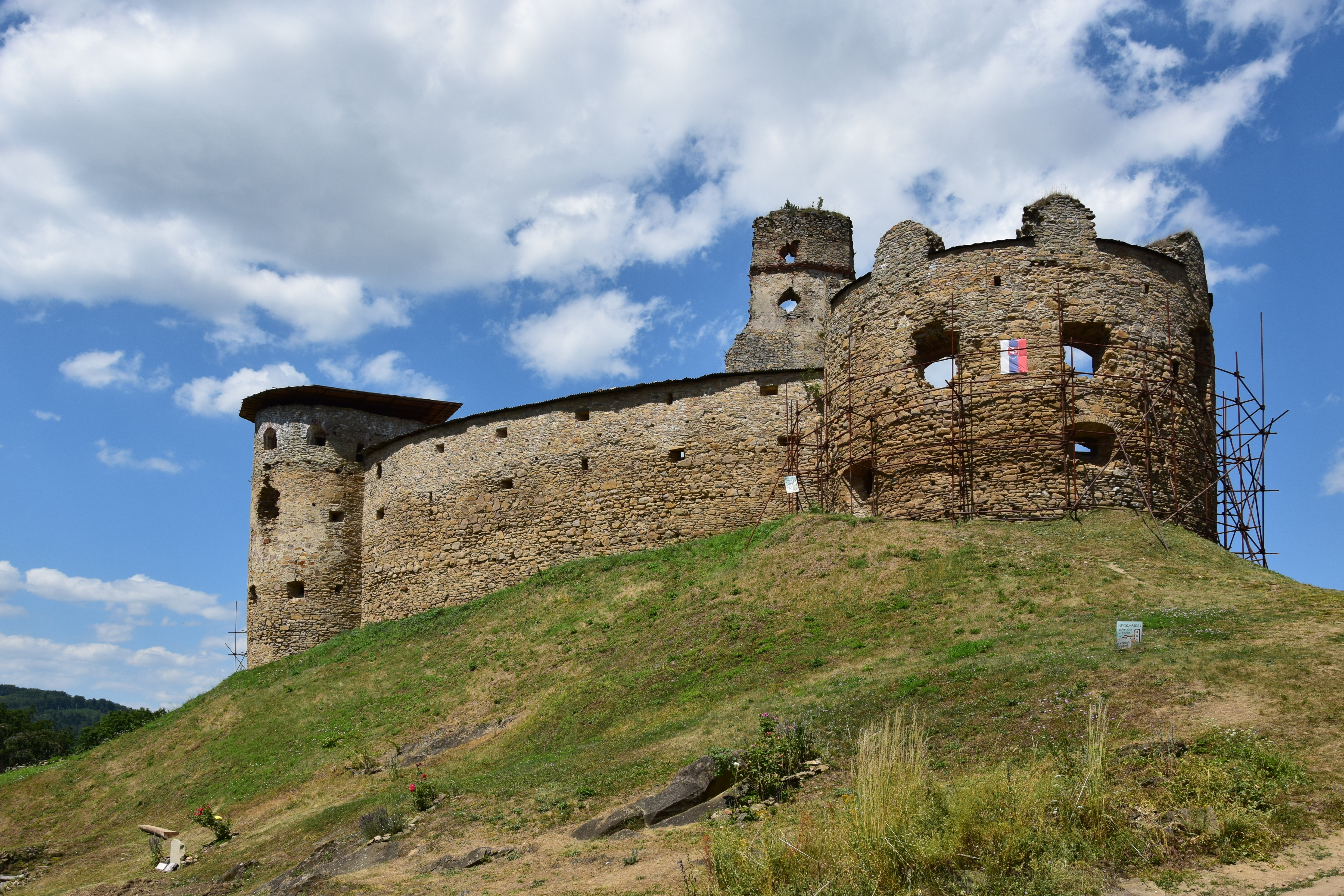
Hrad Zborov

Panství Makovica bylo feudální panství v Zemplínské župě severovýchodní části historického regionu Šariše v Horních Uhrách. 

## Historie
Vzniklo počátkem 14. století vyčleněním z královského dominia Šariš, v souvislosti s výstavbou Zborovského hradu, který se stal jeho sídlem a jeho vlastníci majiteli panství. Panství se začalo tvořit okolo osady Smilno, postupně se rozrostlo o panství Kurima, Radoma, Stročín a vytvořilo obrovský majetkový komplex. Jeho hranice tvořily na jihozápadě přibližně řeka Topľa a majetek města Bardejov, na východě potok Chotčianka a na severu polské hranice. 
Ve druhé polovině 14. století rozvinuli jeho majitelé Cudarovci na řídce osídleném území rozsáhlou kolonizaci na podkladě aplikace německého práva, během kterého vzniklo mnoho severošarišských vesnic. Roku 1427 byla na panství dvě městečka (Zborov, Kurima) a 59 vesnic, které měly 1 336 usedlostí. Ve druhé polovině 15. století vpády polských vojsk na Slovensko tak zpustošily Makovicu, že roku 1494 měla jen 293 usedlostí. 
Kolonizací podle valašského práva se počet vesnic do konce 17. století zvýšil na více než 110 lokalit. Během kolonizačního ruchu zde k původnímu slovenskému obyvatelstvu přibylo německé, polské, ale hlavně rusínské obyvatelstvo, které od začátku 17. století tvořilo převážnou většinu. Po porážce povstání Františka II. Rákociho bylo panství rozděleno na část aspremontskou, erdődyovskou a szirmayovskou. 
Ve druhé polovině 19. století se panství stalo velkostatkem, který se prodejem zmenšil a jeho zbytky odkoupil v roce 1898 stát od jeho poslední majitelky hraběnky z Clary-Aldringenu.